# 11761 Davidgill
11761 Davidgill è un asteroide della fascia principale. Scoperto nel 1960, presenta un'orbita caratterizzata da un semiasse maggiore pari a 3,0440664 UA e da un'eccentricità di 0,1880499, inclinata di 1,84689° rispetto all'eclittica.
L'asteroide è dedicato all'astronomo britannico David Gill.